# Посольство України в Кот-д'Івуарі
Посольство України в Кот-д'Івуарі — дипломатична місія України в Кот-д'Івуарі.

## Завдання посольства
Основне завдання Посольства України в Республіці Кот-д'Івуар — представляти інтереси України, сприяти розвиткові політичних, економічних, культурних, наукових та інших зв’язків, а також захищати права та інтереси громадян і юридичних осіб України, які перебувають на території Республіки Кот-д'Івуар.
Посольство сприяє розвиткові міждержавних відносин між Україною та Кот-д'Івуаром на всіх рівнях, з надання допомоги гармонійного розвитку взаємних відносин, а також співробітництва з питань, що становлять взаємний інтерес. Посольство виконує також консульські функції.

## Історія дипломатичних відносин
Кот-д'Івуар визнав незалежність України 20 жовтня 1992 року, того ж дня країни встановили дипломатичні відносини.
Інтереси громадян України в Республіці Кот-д’Івуар захищало до 2024 року Посольство України в Сенегалі. У квітні 2024 року в м. Абіджан відбулась інавгурація Посольства України в Республіці Кот-д’Івуар разом із Спеціальним представником України з питань Близького Сходу та Африки Максимом Субхом. 

## Торговельно-економічне співробітництво між Україною та Кот-д’Івуаром
У 2023 році двосторонній товарообіг між Україною та Кот-д’Івуаром склав 113,63 млн дол. США, що на 46,5% більше порівняно з 2022 роком.
Експорт з України до Кот-д’Івуару зріс на 19,18%, досягнувши 20,27 млн дол. США. Хоча експорт продукції чорної металургії зменшився, загальний обсяг поставок збільшився завдяки зростанню експорту пшениці.
Основні товари українського експорту:
- зернові культури – 34,54%;
- чорні метали – 28,45%;
- жири та олії тваринного або рослинного походження – 23,71%;
- продукти харчування – 10,31%;
- продукти тваринного походження – 2,59%.

Імпорт з Кот-д’Івуару до України склав 93,37 млн дол. США, що на 54,22% більше, ніж у 2022 році. Основний внесок у зростання зробило збільшення імпорту традиційних товарів – какао, каучуку та гуми.
Основні статті імпорту:
- какао та продукти з нього – 85,68%;
- каучук, гума – 12,41%;
- їстівні плоди та горіхи – 1,18%. [2]